# The World (Inselgruppe)

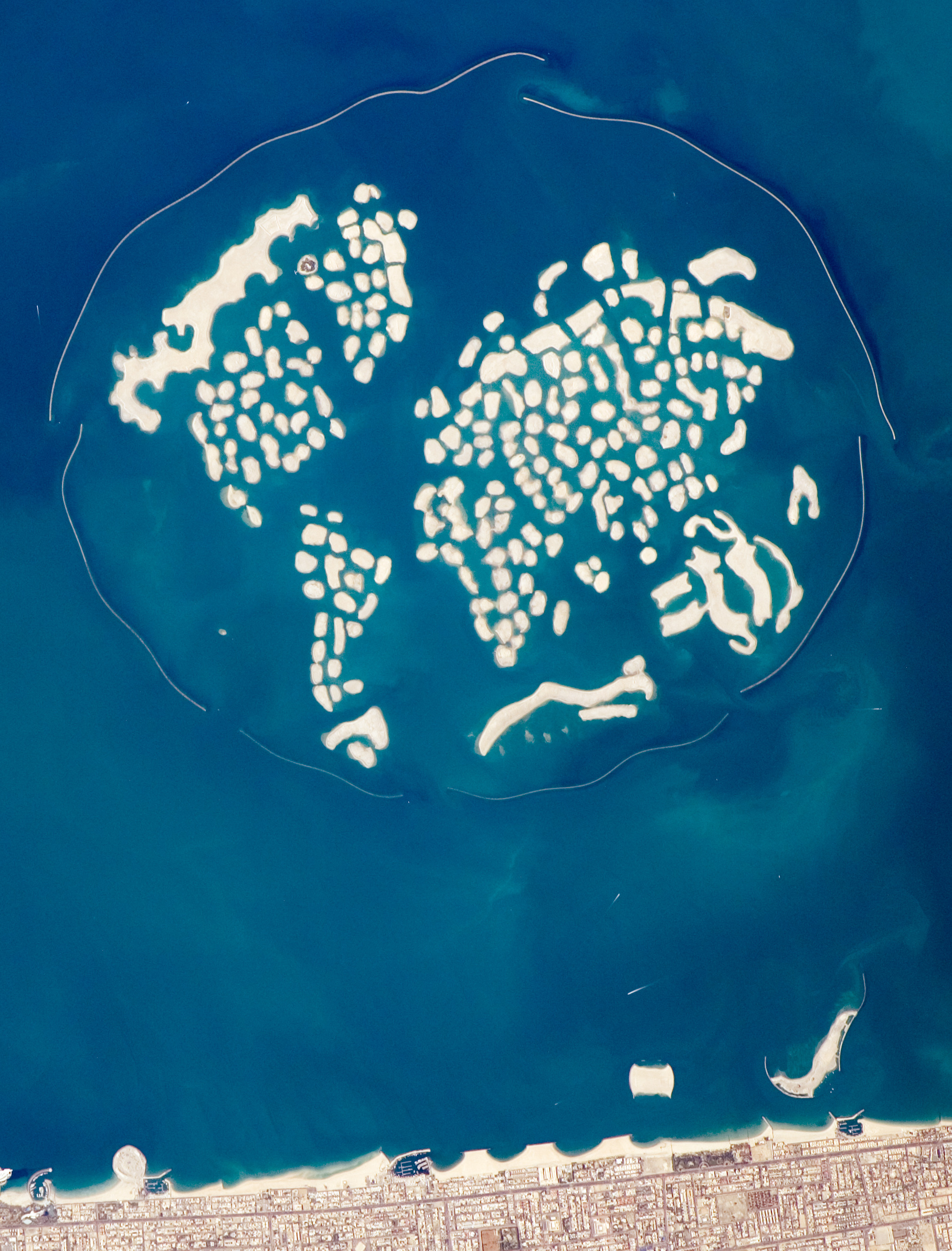
Luftbild von 2010

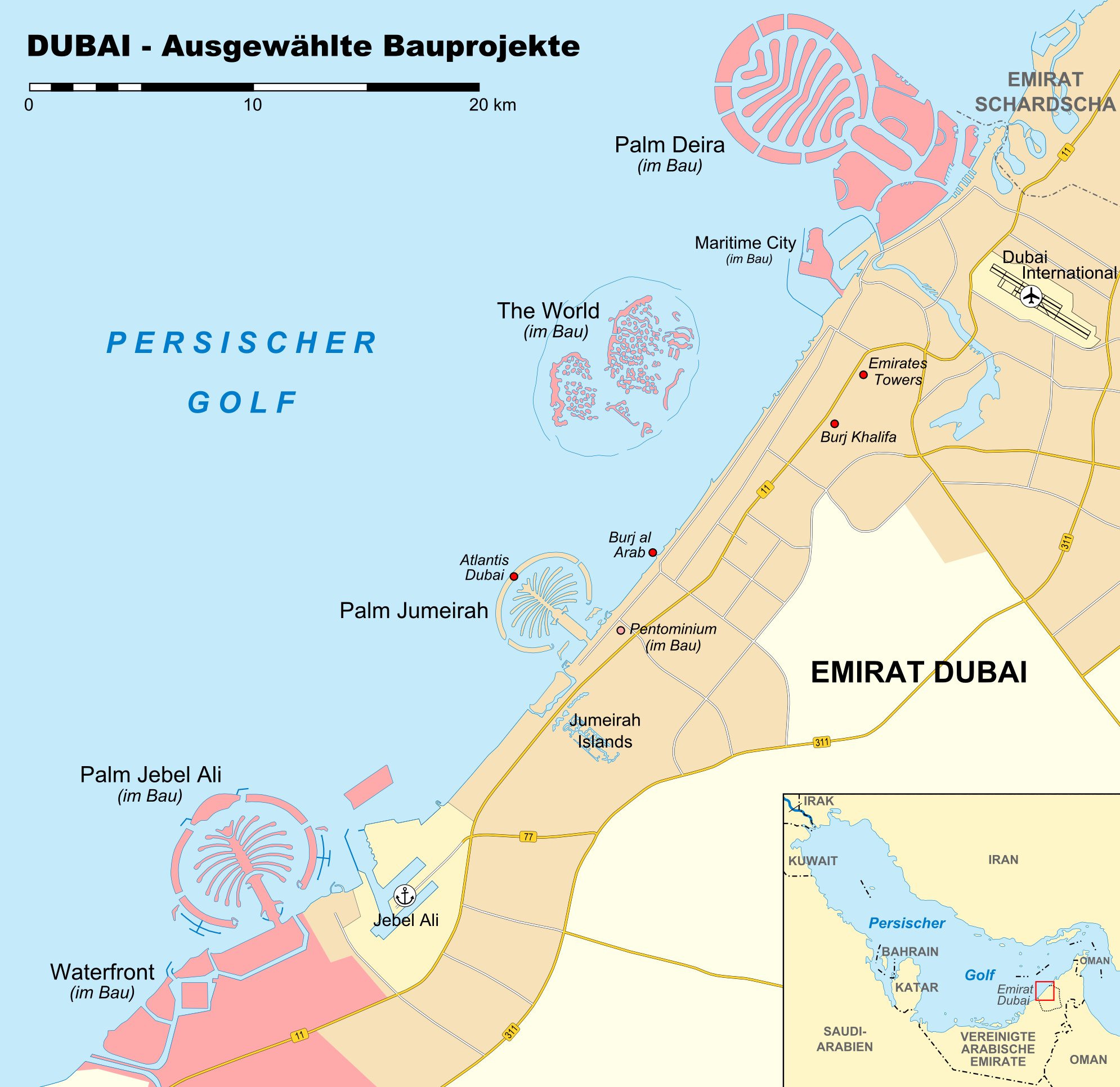
Bauprojekte in Dubai (Stand 2010)

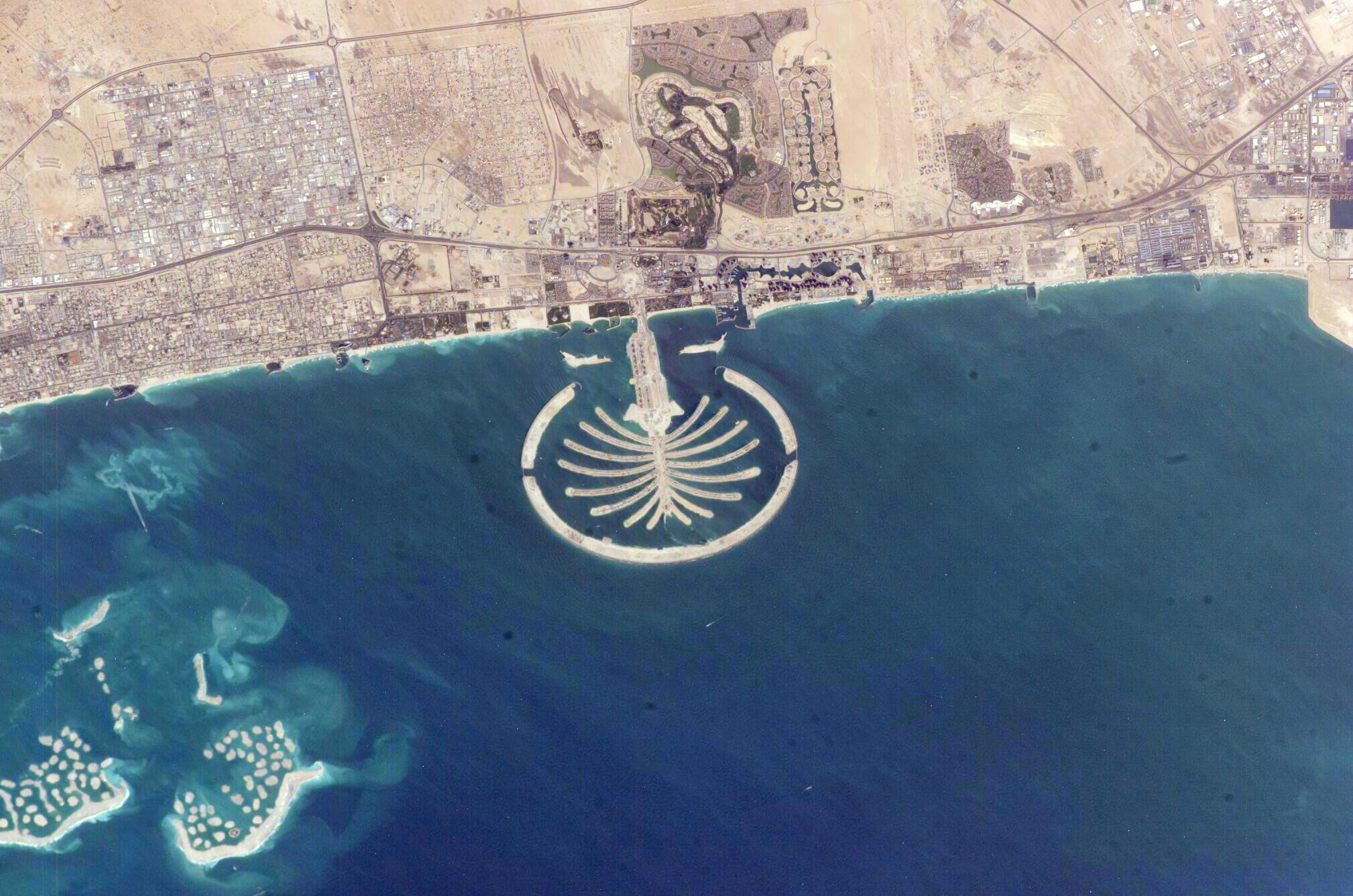
Jumeirah Beach aus dem All, Juli 2006, links The World, rechts The Palm Jumeirah

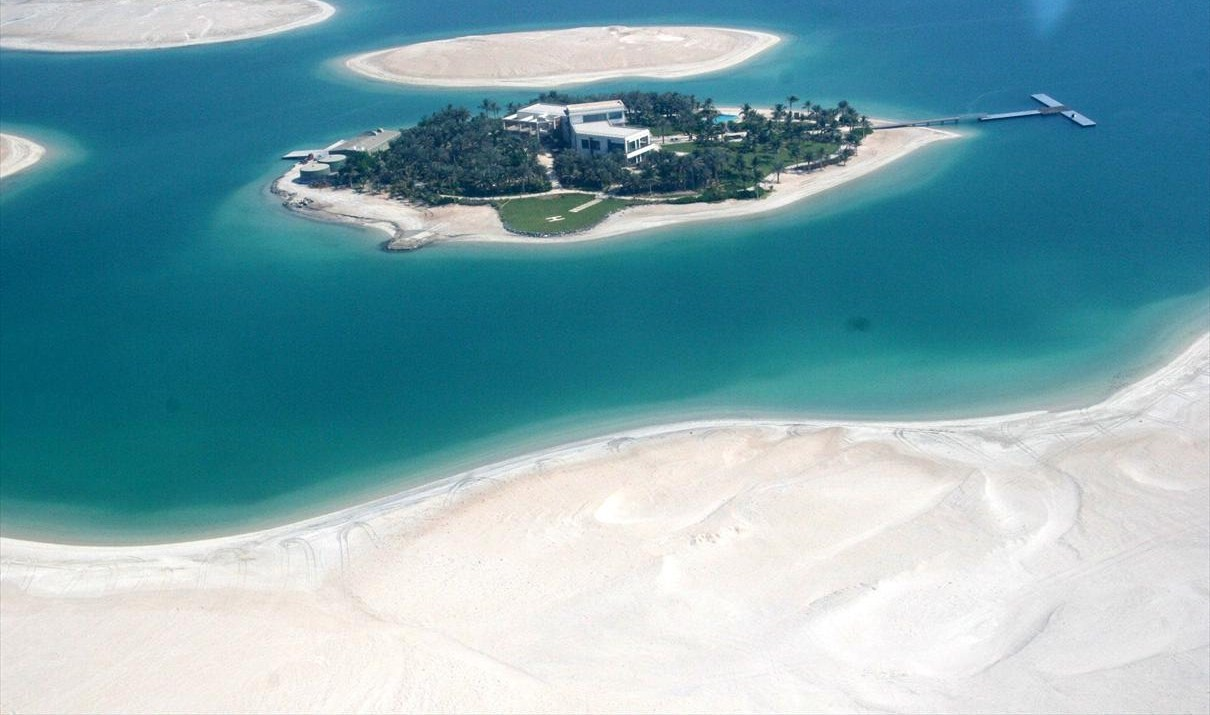
Modellinsel, bebaut vom Projektträger, Dezember 2007

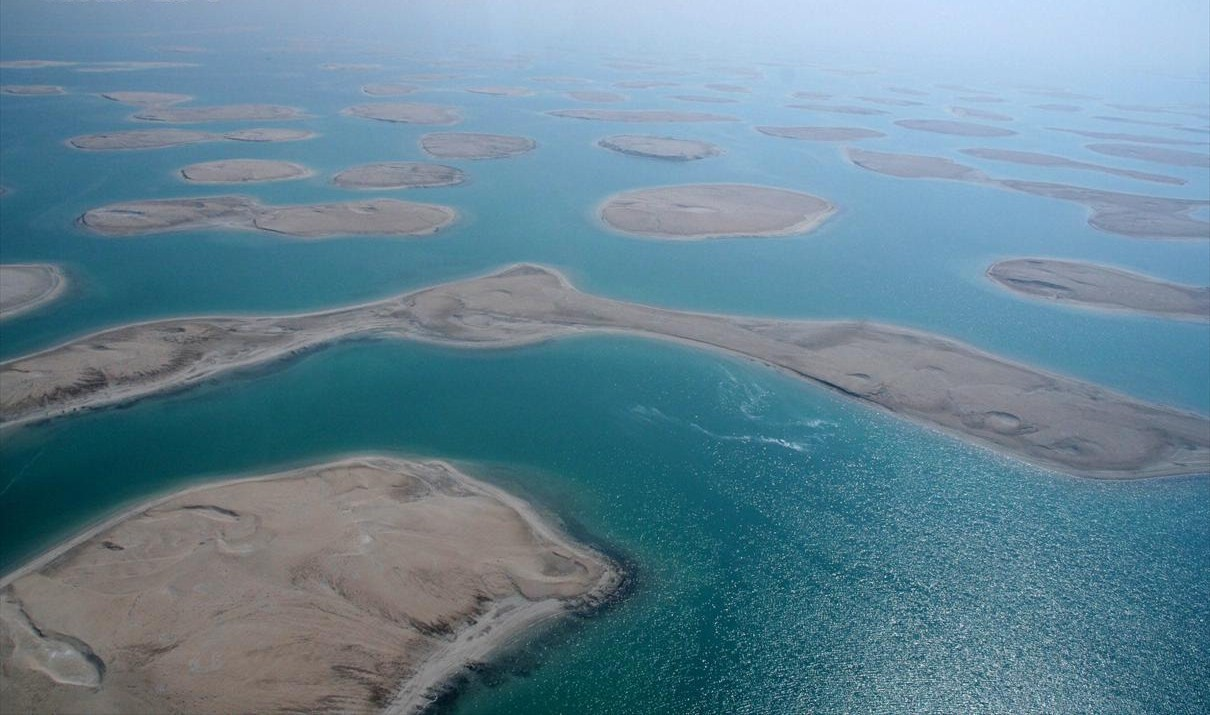
Inseln von The World im Oktober 2007

The World ist eine auf der Basis von Felsschüttungen aus verdichtetem Sand aufgespülte künstliche Inselgruppe in Dubai, Vereinigte Arabische Emirate, 4–10 km vor der Küste des Stadtteils Jumeirah.

## Projektidee
Die 300 Inseln sind in Form einer Weltkarte angeordnet und stellen Kontinente und Länder der Erde dar, wobei jeweils mehrere kleinere Länder zusammengefasst wurden. Die frei verkäuflichen Inseln werden eine Größe zwischen 23.000 m² und 87.000 m² haben und ausschließlich per Boot oder Hubschrauber zu erreichen sein.
Das Projekt „The World“ ist das zweitgrößte künstliche Inselprojekt der Welt, größer als The Palm Jumeirah und die anderen sogenannten Palmprojekte in Dubai. Der Staat lässt sich dieses Projekt insgesamt 7,6 Mrd. US-$ kosten, wobei die kleinen Inseln jeweils 11–40 Mio. US-$ kosten, insgesamt dürften nach dem Infrastrukturbau und der Bebauung aller Inseln mindestens 14 Mrd. US-$ aufgewendet worden sein. Der kleine Archipel wird einem Atoll ähnlich von mehreren künstlichen, oval angelegten Wellenbrechern umgeben und geschützt. Die Gesamtfläche des Projektes beträgt circa 9 × 6 km bei einer Meerestiefe von 11 bis 16 Metern.

## Termine und Terminvorstellungen
Nach der Ankündigung des Projekts im Frühjahr 2003 begannen die Schütt- und Spülarbeiten im Spätsommer 2003. Bis 2006 waren die wesentlichen Massebewegungen abgeschlossen, danach wurden in Feinarbeit die einzelnen Inseln herausmodelliert.
Durch die globale Finanzkrise ab 2007 und deren Nachwirkungen kam es nicht wie projektiert zum weiteren Ausbau der Inseln und der Infrastruktur und die Arbeiten ruhten. Ende 2010 waren rund 200 der 300 Inseln verkauft, allerdings wurde erst auf zwei Inseln mit der Bebauung begonnen. Die Inseln versanden zunehmend und haben durch die Immobilienkrise an Wert verloren. Anfang 2011 zeigen sich erste Folgen des Baustillstands: die kleineren Durchlässe zwischen den Inseln beginnen zu versanden, das erforderliche Freibaggern wurde eingestellt. Zudem werden Inseln durch einen steigenden Meeresspiegel, Stürme und zu durchlässige Wellenbrecher in Mitleidenschaft gezogen. Falls das Projekt endgültig aufgegeben werden sollte, ist davon auszugehen, dass sämtliche Sandaufschüttungen mittelfristig wieder abgetragen und Teil einer künstlichen Lagune werden.
Im Sommer 2012 eröffnete der Royal Island Beach Club auf der Modellinsel, die den Libanon repräsentiert, und empfängt nun Tagestouristen, die von der Palm Jumeirah übersetzen.
Im Rahmen des auf sechs Inseln begrenzten Teilprojekts The Heart of Europe von Josef Kleindienst werden erste Fertigstellungen für 2020 anvisiert.

## Infrastruktur
Die kleineren Inseln sind jeweils rund 100 m voneinander entfernt und sollen durch ein Marine-Transport-System miteinander verbunden werden.
In der geplanten landseitigen „gateway marina“ sollen 10.000 Parkplätze zwischen dem Port Rashid und „The Palm, Jumeirah“ entstehen, um die Anfahrt zwischen Dubai und The World zu erleichtern. The World wird schätzungsweise zwischen 100 und 140 Fähren mit einer Kapazität von 50–100 Passagieren allein für den Verkehr zwischen den Inseln benötigen. Weitere 60 Fähren für jeweils 150–200 Personen werden voraussichtlich für die Überfahrten zum Festland Dubais erforderlich sein.
Realisiert wird das Projekt von Nakheel, einem staatlichen Projektentwickler, der bereits die Palmenprojekte vor der Küste Dubais entwickelte. Um eine der Inseln zu erwerben, muss man sich beim Herrscher von Dubai, Scheich Muhammad bin Raschid Al Maktum, mit einem Konzept bewerben. Er entscheidet dann über den Erwerb der Insel. Scheich Muhammad schenkte dem Rennfahrer Michael Schumacher 2006 eine Insel. Für deren Nutzung war eine nur per Hubschrauber oder Boot erreichbare Kartbahn im Gespräch.

## Bautechnische Besonderheiten

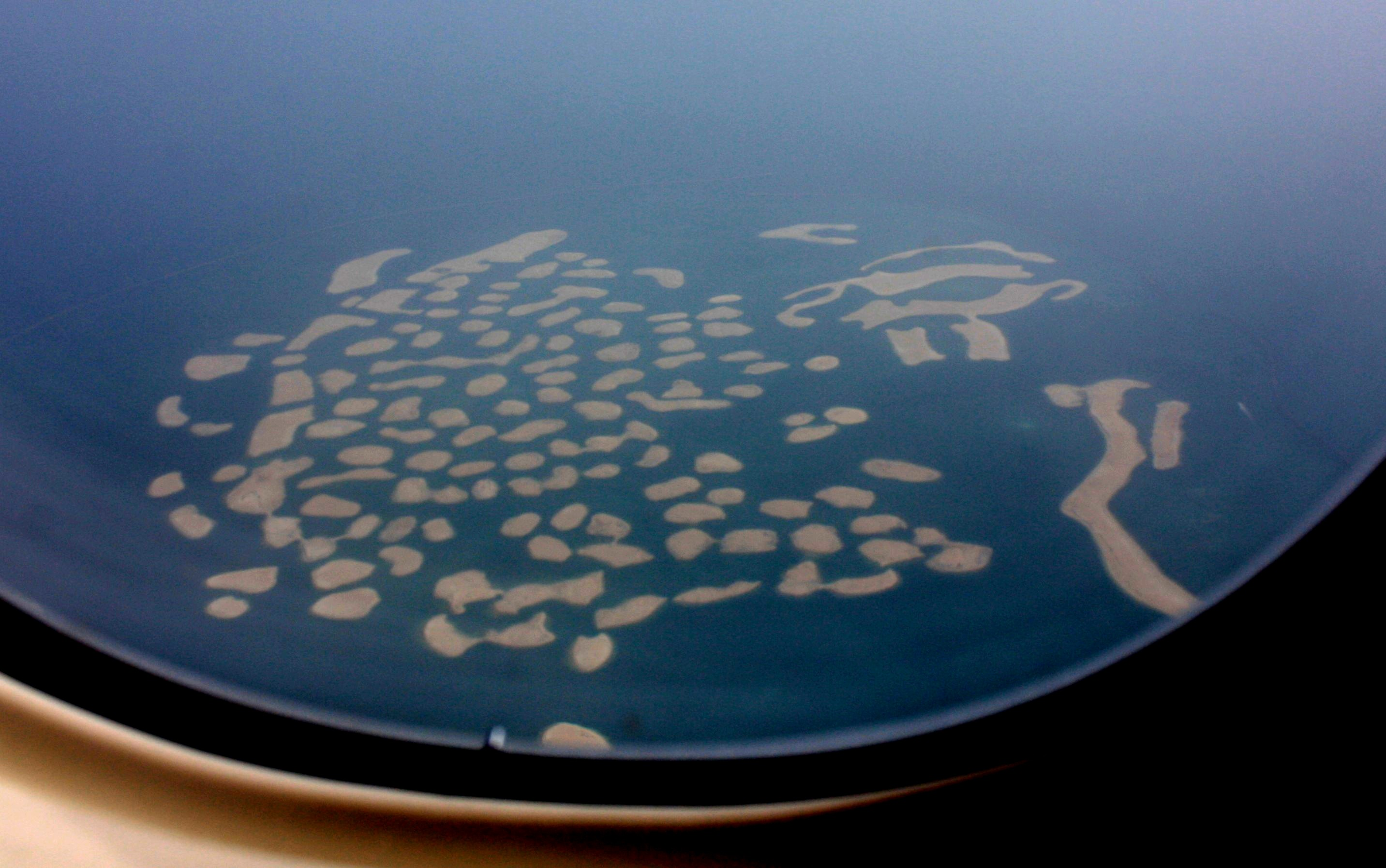
The World 2010 vom Flugzeug aus

Das Projekt ist der bisher größte Versuch, aus dem Meeresboden eine künstliche Inselgruppe aufzubauen, die durch einen umgebenden Wellenbrecher einem Atoll und seiner Lagune entsprechen. Der Wellenbrecher war ursprünglich auf 25 Kilometer Länge geplant, ist heute jedoch 28 Kilometer lang, weil an drei der insgesamt sechs Stellen die Wasserdurchlässe größer und überlappend gebaut wurden. Es wurde entgegen der Computersimulation befürchtet, dass mit relativ kleinen, ungeschützten Durchlässen der Wasseraustausch zu gering sein könnte, was zum Umkippen der Wasserqualität geführt hätte. Um an allen Stellen der Lagune das Wasser gesund und „blau“ zu halten, wurden nachträglich die Hauptkanäle zwischen den Inseln vertieft.

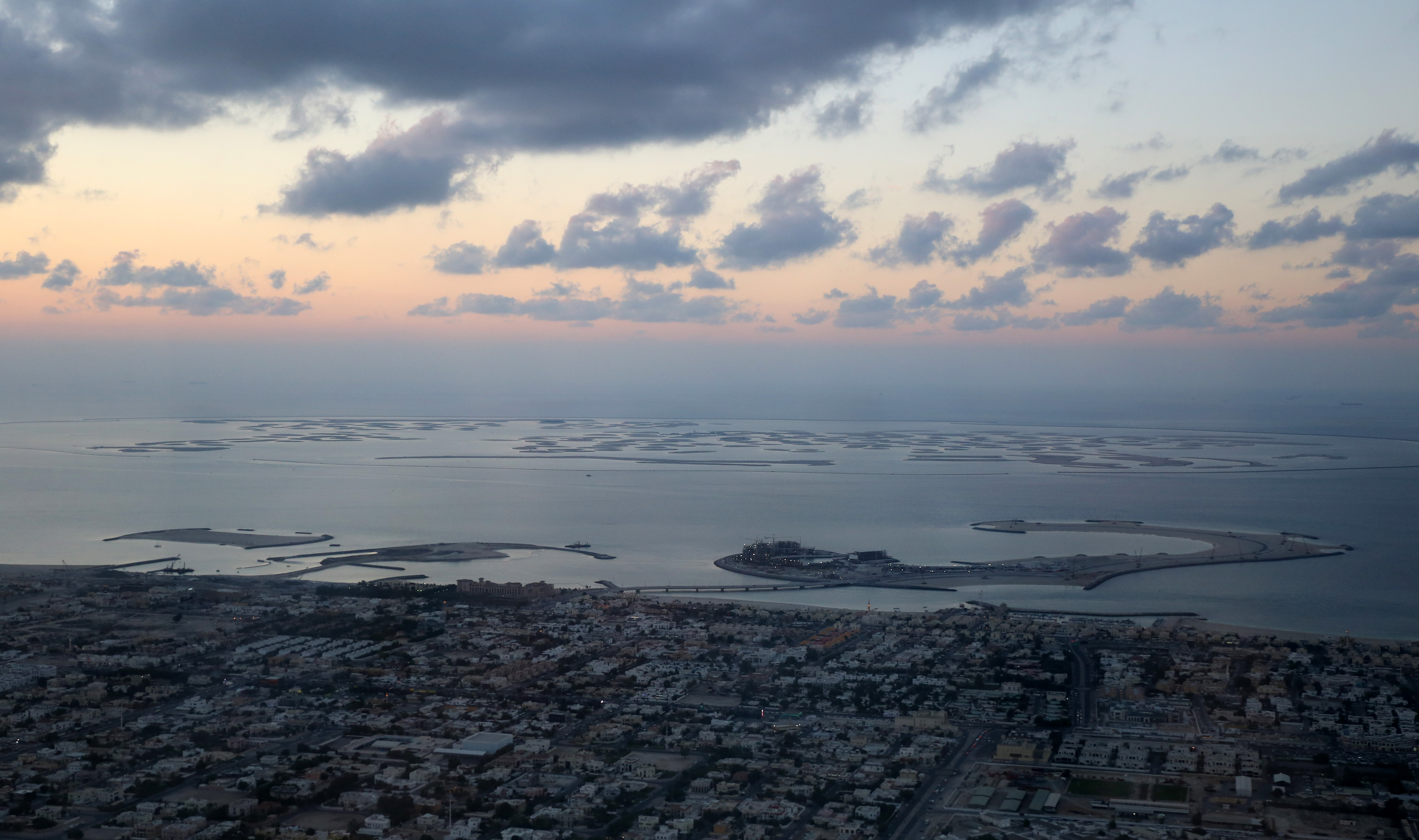
Blick vom Burj Khalifa im Dezember 2015

Die Wellenbrecher sind einem natürlichen Riff nachempfunden: Draußen unter dem Wasserspiegel befindet sich eine erste Felsschwelle, die den unteren Teil größerer Wellen auflaufen lässt, so dass die Welle noch vor dem Hauptkamm bricht. Die damit auf etwa halbe Höhe heruntergebrochene Welle kann dann am sichtbaren Wellenbrecherrand sanfter durch die Steine strömen. Obwohl vom Auftraggeber verlangt wurde, den Wellenbrecher möglichst niedrig zu gestalten, um die optisch trennende Wirkung gering zu halten, haben die Wasserbauer eine höhere Steinaufschüttung durchsetzen können. Man will sicher sein, auch ein etwa alle 20 Jahre von Norden erwartetes großes Sturmereignis abfangen zu können.
Neuere Entwicklungen zeigen jedoch Gegenteiliges: Aufgrund steigender Pegelstände und starker Stürme droht die Inselgruppe unterzugehen. Die Inseln müssen regelmäßig „gepflegt“ werden, durch die Immobilienkrise fehle es aber an Geld. Die Arbeit an den Inseln ist Anfang 2011 eingestellt worden.

## Umweltfragen, Ökologie
Ein solch riesiges Aufschüttungsgebiet belastet die Meeresökologie besonders. Auf dem vorher fast gleichmäßig flachen Meeresboden wurden hunderttausende Tonnen Material aufgeschüttet, es ist eine völlig neue Unterwasserstruktur entstanden. Wichtig: In der Lagune gibt es erste Ansätze von Seegraswachstum, das die biologische Wasserreinhaltung fördert.

## Weitere künstliche Inseln in Dubai
- Projekt Palm Islands, bestehend aus den drei Inselgruppen „The Palm, Jebel Ali“, „The Palm, Jumeirah“ und „The Palm, Deira“
- Jumeirah Islands (im Inland)
- The Universe (dieses Projekt wird z. Z. nicht weiter verfolgt)
- Dubai Waterfront (vorläufig eingestellt)